# 死霊戦線2
『死霊戦線2』は、1989年にクロスメディアソフトから発売されたMSX2およびPC-8801mkIISR以降用ソフトである。

## 概要
前作はアクションRPGだが、今作はアクションアドベンチャーに変更された。プレイシステムは前作同様のトップビュー画面でキャラのサイズが若干大きくなり、戦闘はエンカウント制の切り替えではなくそのままシームレスに行われるようになった。

## あらすじ
チャニーズ・ヒルの惨劇より三年、S-SWAT隊生存者のライラ・アルフォンは同じく生き残ったキャメロンを隊長とした新生S-WAT部隊副隊長として日々の事件と訓練に携わっていた。
新生S-SWATとはいえ事件は一般的なものが殆どでそのバックアップ的な活動が主であった。
そんな中、企業と政府の合同計画により生まれた開発都市サン・ドラドの原発施設を何者かのグループが占拠したという一報がS-SWATチームに通達される。
ブリーフィングで直属の上司であるフィッシャー准将より受けた報告は事件の詳細、そして今回の事件に関係する「モノ」が捕獲されたという事実であった。
それはライラがあの悪夢の街で遭遇したクリーチャーそのものだった。
不気味に蠢くクリーチャーを見つめながら、ライラはあの時と同じことが再び起こるのではないかという不安を抱いていた…。

## 登場人物
ライラ・アルフォン